# 新井裕二 (サッカー指導者)
新井 裕二（あらい ゆうじ）はサッカー指導者である。帝京第三高等学校出身。浜松大学サッカー部（現在の常葉大学浜松キャンパスサッカー部）でインカレ、総理大臣杯、天皇杯の全国大会に出場し、卒業後常葉学園橘高等学校サッカー部監督として活動。
全国高等学校サッカー選手権大会に出場している。高円宮杯U-18サッカーリーグ プリンスリーグ東海に所属した事も有る。

## 主な戦績
第91回全国高校サッカー選手権に出場。静岡県予選では準々決勝で静岡学園を1-0、準決勝で浜松開誠館に0-0PK戦勝利、決勝では藤枝明誠に0-0PK戦勝利。7年ぶりとなる全国切符を勝ち取った。全7試合無失点で頂点まで上り詰めた。